# Teba Liyokh
Teba Liyokh is een bestuurslaag in het regentschap Lampung Barat van de provincie Lampung, Indonesië. Teba Liyokh telt 462 inwoners (volkstelling 2010).